# Gustav von Görtz

Gustav von Görtz u. Astein, k.u.k. Generalmajor

Gustav Friedrich Emanuel Maria Franz Görtz von Asten (* 25. August 1842 auf Gut Zawada bei Loslau, Kreis Rybnik, Oberschlesien; † 10. Februar 1903 in Linz, Oberösterreich; auch von Görtz und Astein sowie Ritter von Görtz) war k.u.k. österreichisch-ungarischer Kammerherr und Generalmajor der k.u.k. Armee.

## Familie
Er entstammte einer Familie aus Asten in Brabant und war der Sohn des Gutsbesitzers Adolar Görtz von Asten, Gutsherr auf Zawada und Kokoschütz bei Loslau in Oberschlesien sowie Körnitz bei Trachenberg im Landkreis Trebnitz und Neukirch (Landkreis Breslau) in Niederschlesien, und der Julie von Porembsky und Kornitz.
Görtz heiratete in erster Ehe am 29. September 1873 in Breslau Martha von Prittwitz und Gaffron (* 9. Juli 1847 auf Gut Nassadel, Landkreis Groß Wartenberg, Niederschlesien; † 3. Dezember 1875 in Karolinenthal, Bezirk Prag), die Tochter des Gutsbesitzers Moritz von Prittwitz und Gaffron, Gutsherr auf Nassadel, und der Agnes Bieneck. In zweiter Ehe heiratete er am 2. Januar 1878 ebenfalls in Breslau die Nichte seiner ersten Ehefrau, Clara von Prittwitz und Gaffron (* 15. September 1855 auf Gut Paulwitz, Landkreis Trebnitz, Niederschlesien; † 30. Dezember 1933 in Gallneukirchen, Bezirk Urfahr-Umgebung, Oberösterreich), die Tochter des Gutsbesitzers Eugen von Prittwitz und Gaffron, Gutsherr auf Paulwitz, und der Elisabeth von Wallenberg Pachaly. Claras Vater Eugen war der ältere Bruder von Görtz' erster Ehefrau Martha.
Per Dekret des österreichischen Innenministeriums (Wien) vom 10. Juni 1884 erhielt Görtz für alle österreichischen Familienmitglieder die Zuerkennung des Prädikats „von Astein“ (statt „von Asten“) und nannte sich fortan „Görtz von Astein“, später generell „von Görtz und Astein“.
Seine Tochter Julie heiratete 1896 den Pastor Felix von Dobschütz, später Superintendent des Landkreises Oppeln.

## Leben
Im Jahr 1861 diente Görtz als Unterleutnant 1. Klasse und Bataillons-Adjutant im Böhmischen Infanterie-Regiment Johann Georg Prinz von Sachsen Nr. 11 in Linz. Im Jahr 1866 zunächst noch Unterleutnant, kämpfte Görtz mit Beförderung zum Oberleutnant im Dritten italienischen Unabhängigkeitskrieg im Juni 1866 mit einer Brigade in Oberitalien bei Spina gegen Giuseppe Garibaldi. Auch noch 1870 gehörte er als Oberleutnant demselben Regiment an. 1.11.1892 (mit Rang v. 20.11.) hatte er den Rang eines Obersten.
Görtz war k.u.k. Kammerherr.